# 20961 Arkesilaos
20961 Arkesilaos è un asteroide troiano di Giove del campo greco. Scoperto nel 1973, presenta un'orbita caratterizzata da un semiasse maggiore pari a 5,1393895 UA e da un'eccentricità di 0,0172054, inclinata di 9,20601° rispetto all'eclittica.
L'asteroide è dedicato ad Arcesilao, capitano originario della Beozia.